# ノヴォロシア人民共和国連邦

ノヴォロシア人民共和国連邦
ロシア語: Союз Народных Республик

地域の標語：不明
地域の歌：国歌: 万歳、ノヴォロシア

ノヴォロシア人民共和国連邦（ノヴォロシアじんみんきょうわこくれんぽう、ロシア語: Союз Народных Республик）、またはノヴォロシア連邦（ロシア語: Федеративное государство Новороссия）は、ウクライナにて発生した親ロシア派の分離・独立運動によって占領された地域で構成される自称国家である。ノヴォロシア、新ロシアとも表記されることがある。

## 概要
2014年5月12日、ウクライナ東部のドンバス地区でウクライナ中央政府から独立宣言をしたドネツク人民共和国とルガンスク人民共和国は、5月24日に結成の文章に調印した。また今後、ウクライナ6州を連邦に加入させる意向を示した。親欧米派のウクライナ中央政府と紛争になっている（ウクライナ紛争 (2014年-)、ドンバス戦争）。
数千人規模の軍事力の存在や公務員給与・年金の支給は、様々なルートを通じてロシア政府が非公式に負担しているとされている。
支配地域においてウクライナやウクライナ語を象徴するあらゆるものを除去している。
しかし2015年1月1日、新ロシアプロジェクトが保留になったことを発表し、5月18日にはドネツク人民共和国外相のアレクサンドル・コフマン及びノヴォロシア議会議長オレグ・ツァーロフがプロジェクトの凍結と政治構造の廃止を正式に発表した。同年2月11日に調印されたウクライナ東部紛争の停戦協定「ミンスク2」においてノヴォロシアの創設が規定されていないという理由によるものであったが、同時に「キエフが休戦に違反した場合、もしくは敵対行為のエスカレーションがあった場合にはプロジェクトを再開する」とも発表した。
2022年にロシアとウクライナの情勢が緊迫化し、ロシア連邦軍によるウクライナへの軍事侵攻が開始される4日前の2月18日に、18歳から55歳までの男性を出国禁止とする一方で、子供や女性や高齢者ら約70万人の住民を隣接するロシア領ロストフ州に避難させると発表した。ロシアのプーチン大統領は避難してきた住民に対し1人当たり1万ルーブル（約1万5000円）を支給するよう指示した。

## 構成体
ノヴォロシア人民共和国連邦政府は、ドネツク州（ドネツク人民共和国）とルガンスク州（ルガンスク人民共和国）を構成体とする他、ウクライナの下記の6州が連邦に「加盟予定」であると主張している。さらに、同国政府は、ウクライナ領を越えて、隣国モルドバの独立主張地域である沿ドニエストル共和国や同じくモルドバ唯一の他民族居住地のガガウズ自治区も将来的に連邦に「加盟予定」であると主張している。
ただし、ノヴォロシア人民共和国連邦の主要構成体であるドネツク州とルガンスク州においても、同国政府が州域の全土を実効支配できているわけではなく、ウクライナ政府との間で紛争が続いている。
| 州                       | 人口（2014年） | 面積 (km²) |
| ------------------------ | -------------- | ---------- |
| ドネツク州               | 4,340,862      | 26,517     |
| ルガンスク州             | 2,237,897      | 26,684     |
| ドニエプロペトロフスク州 | 3,290,786      | 31,974     |
| ザポロージエ州           | 1,775,154      | 27,180     |
| ニコラーエフ州           | 1,167,821      | 24,598     |
| オデッサ州               | 2,395,935      | 33,310     |
| ハリコフ州               | 1,451,461      | 31,415     |
| ヘルソン州               | 1,072,013      | 28,461     |
| 合計                     | 17,731,929     | 230,139    |

| 国旗                             | 国名 | 首都                                | 面積（km²） |
| -------------------------------- | --- | ----------------------------------- | ----------- |
| ドネツク人民共和国               | ドネツク人民共和国 Донецкая Народная Республика Донецька Народна Республіка                               | ドネツク (ドネツィク)               | 26,517      |
| ルガンスク人民共和国             | ルガンスク人民共和国 Луганская Народная Республика Луганська Народна Республіка                           | ルガンスク (ルハーンシク)           | 26,684      |
| ハリコフ人民共和国               | ハリコフ人民共和国 Харьковская Народная Республика Харківська Народна Республіка                          | ハリコフ (ハルキウ)                 | 31,415      |
| ドニエプロペトロフスク人民共和国 | ドニエプロペトロフスク人民共和国 Днепропетровская Народная Республика Дніпропетровська Народна Республіка | ドニエプロペトロフスク (ドニプロ)   | 31,974      |
| オデッサ人民共和国               | オデッサ人民共和国 Одесская Народная Республика Одеська Народна Республіка                                | オデッサ                            | 33,310      |
| ザポロージエ人民共和国           | ザポロージエ人民共和国 Запорожская Народная Республика Запорізька Народна Республіка                      | ザポロージエ (ザポリージャ)         | 27,180      |
| ヘルソン人民共和国               | ヘルソン人民共和国 Херсонская Народная Республика Херсонська Народна Республіка                           | ヘルソン                            | 28,461      |
| ニコラーエフ人民共和国           | ニコラーエフ人民共和国 Николаевская Народная Республика Миколаївська Народна Республіка                   | ニコラーエフ (ムィコラーイウ)       | 24,598      |
| スームィ人民共和国               | スームィ人民共和国 Сумская Народная Республика Сумська Народна Республіка                                 | スームィ                            | 23,834      |
| キロヴォグラート人民共和国       | キロヴォグラート人民共和国 Кировоградская Народная Республика Кіровоградська Народна Республіка           | キロヴォグラート (クロピヴニツキー) | 24,588      |

※共和国と州の表示：太字…親ロシア派による人民共和国が建国された州（ドネツク、ルガンスク）。なお、州全域を実効支配しているわけではない（共和国政府は主張している）。
斜体字…ノヴォロシア人民共和国連邦政府が、同国に「加入予定」であると主張している州。(2014年時点)
- ハリコフ人民共和国…親ロシア派がハリコフ州において建国を宣言したが鎮圧された。

他にも、ドニエプロペトロフスク人民共和国、 オデッサ人民共和国、 スームィ人民共和国、 ザポロージエ人民共和国、 ヘルソン人民共和国、 ニコラーエフ人民共和国も同じく鎮圧された。僅かな間存在していたが州全域ではなく小さな領域であったためすぐに鎮圧され、ノヴォロシアへの加入は出来なかった。(2015年時点)
|  |  |

## 外交
両人民共和国は、双方を承認している。国際的な承認数が少ない 南オセチア共和国は2014年6月18日にルガンスク人民共和国、同年6月27日にドネツク人民共和国を、また、 ロシア連邦は2022年2月21日に両国をそれぞれ承認している。